# DI Chamaeleontis
DI Chamaeleontis (o DI Cha, també coneguda com Hen 3-593 o HIP 54365), és un sistema estel·lar quàdruple a la constel·lació del Camaleó. El sistema es troba a uns 700 anys llum de la Terra.
DI Cha és una estrella variable del tipus T Tauri, objectes estel·lars joves que s'acosten a la seqüència principal. Varia erràticament entre les magnituds visuals 10,65 i 10,74. Encara que és visualment tènue, es va notar a causa de les línies d'emissió prominents en el seu espectre.

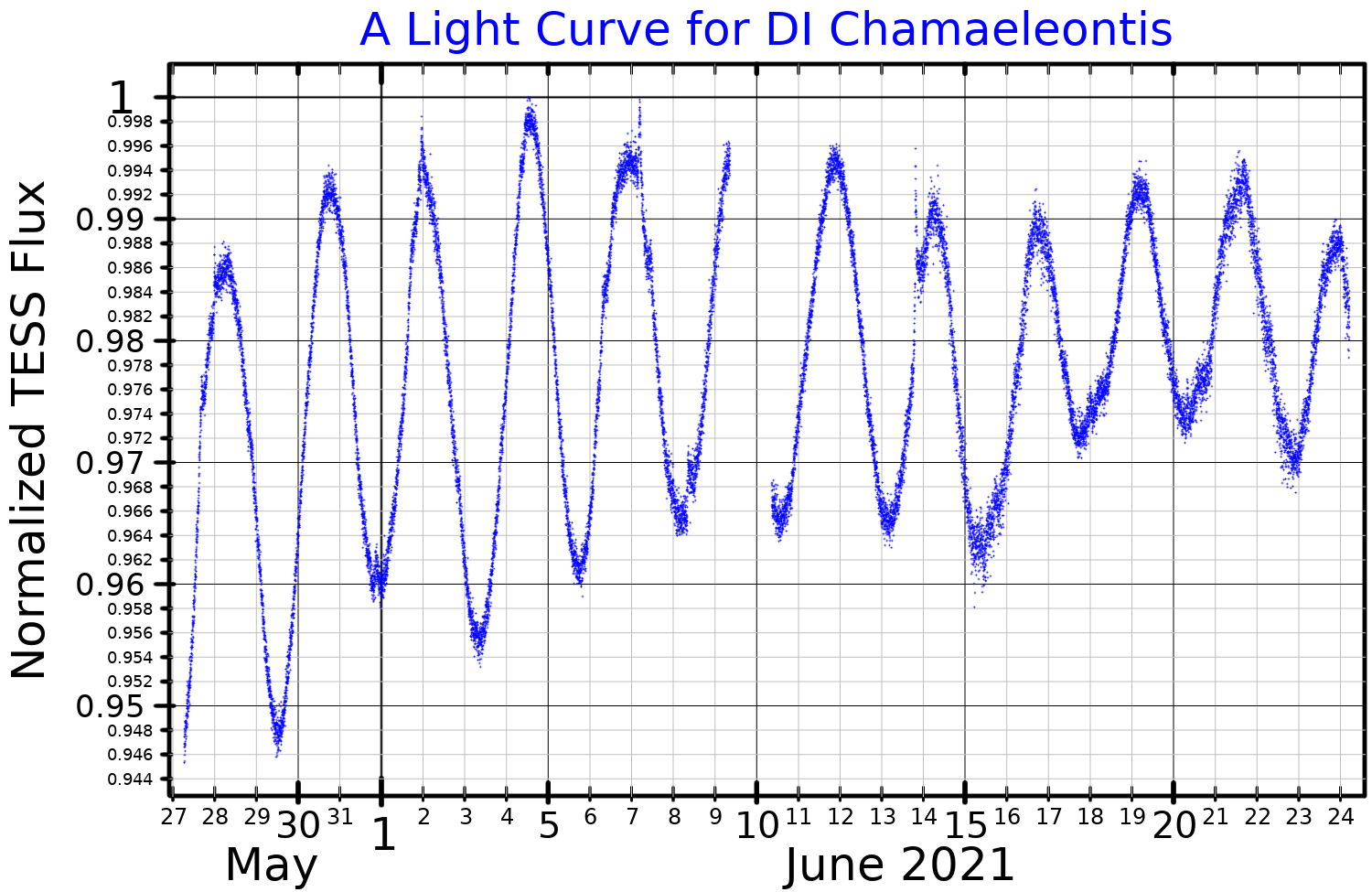
Una corba de llum per DI Chamaeleontis, representada a partir de les dades del TESS

El 1977, es va observar que DI Cha tenia un company molt més feble. La separació es va mesurar posteriorment a 4,6", aproximadament 644 unitats astronòmiques (AU). Es va descobrir que el component B era un parell d'estrelles separades només per 0,066", aproximadament 10 ua, ambdues amb el tipus espectral M5.5. Finalment, es va trobar que l'estrella primària variable tenia una feble companya a 0,2" (per tant, ~30 ua) de distància, de tipus espectral M6.